# Fredi Zimmermann
Fredi Zimmermann es un deportista alemán que compitió para la RFA en piragüismo en la modalidad de eslalon. Ganó tres medallas de bronce en el Campeonato Mundial de Piragüismo en Eslalon entre los años 1981 y 1987.

## Palmarés internacional
| Campeonato Mundial | Campeonato Mundial            | Campeonato Mundial | Campeonato Mundial |
| Año                | Lugar                         | Medalla            | Competición        |
| ------------------ | ----------------------------- | ------------------ | ------------------ |
| 1981               | Bala (Reino Unido)            | Medalla de bronce  | C1 por equipos     |
| 1985               | Augsburgo (RFA)               | Medalla de bronce  | C2 individual      |
| 1987               | Bourg-Saint-Maurice (Francia) | Medalla de bronce  | C2 por equipos     |